# 防水袋

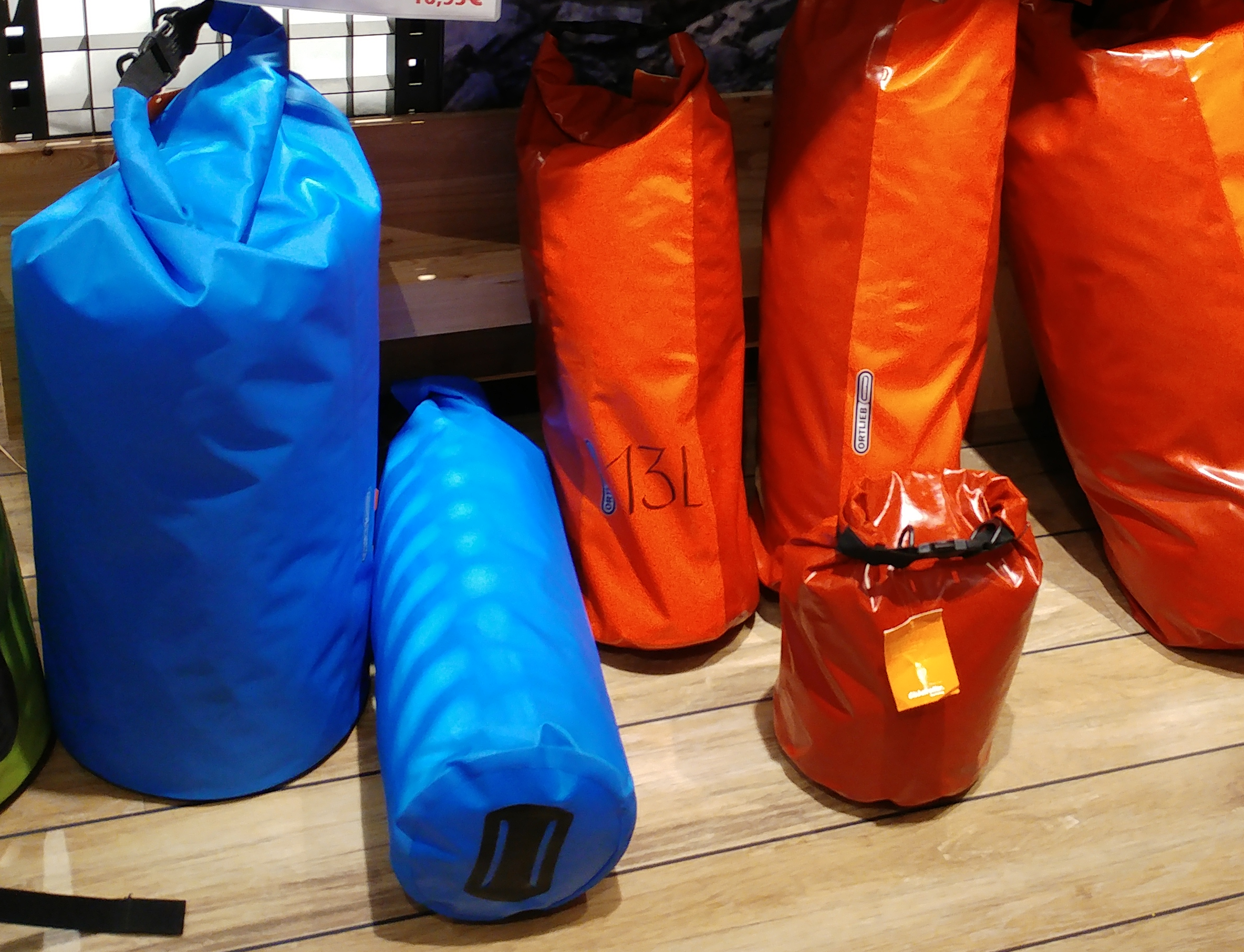
防水袋

防水袋（Dry bag）是一種可密封的防水容器，通常用於在從事划皮艇、獨木舟、泛舟、峽谷運動和其他容易弄濕攜帶器具的戶外活動時來保護電子設備等怕水的物品，也可在野外露營的環境中防止睡袋和備用衣物被弄濕。

## 製造
通常是以塑料薄膜或帆布製成，或是表面擁有塑料塗層的織物或防水織物的構造，使其形成不透水的防水袋子。製造技術包括焊接、縫製和黏合。

## 大小
防水袋尺寸大小範圍很廣，從足以容納相機或智慧型手機的小袋子到足以容納睡袋的中型袋子，再到足以容納多個睡袋和折疊帳篷的大袋子都有。